# Université de Californie à Riverside
L'université de Californie à Riverside (communément nommée UCR ou U.C. Riverside) est une université publique membre de l'université de Californie. Elle est fondée en 1954, et située à Riverside, à 97 km à l'Est de Los Angeles. Elle occupe un terrain de 781 ha dans un quartier de la périphérie de Riverside, ainsi qu'une annexe de 8 ha à Palm Desert,. L'université trouve son origine dans la U.C. Citrus Experiment Station, fondée en 1907.
L'université a acquis sa renommée grâce à sa recherche dans la lutte biologique et dans l'utilisation de phytohormones ayant permis de faire passer la saison de croissance des citrus de quatre à neuf mois. L'UCR est l'une des universités les plus diverses économiquement et ethniquement parlant des États-Unis,. Outre l'étude du genre Citrus, elle dispose d'importants fonds documentaires concernant la photographie et la science-fiction.
Depuis 2018, l'université de Californie à Riverside compte dans ces rangs les lauréats du prix Nobel Richard R. Schrock (prix Nobel de chimie) et Barry C. Barish (prix Nobel de physique).

## Statistiques
Nombre total d'inscrits : 23 278 étudiants
Inscriptions en premier cycle :
- : 20 069 réparties en 101 Bachelor différents

Inscriptions en second cycle ou autres :
- : 3 209 réparties en 55 masters et 42 doctorats différents[6].

## Historique
Le 14 février 1907, la « Riverside Citrus Experiment Station », précurseure de l'université, ouvre ses portes. Quelques décennies plus tard, le 15 février 1954, 127 étudiants arrivent et Charles Young est élu présidant de l'association des élèves. Il deviendra ensuite chancelier a l'UCLA. Le 20 juin 1955, les 20 premiers étudiants sont diplômés. Puis la grande lettre "C" qui surplombe le campus est créée en 1955. L'histoire continue avec l'adhésion de l'U.C. Riverside au plus haut niveau du sport universitaire américain en avril 1998, en rejoignant la première division de la NCAA. L'expansion de l'UCR s'accélère ensuite, avec un nouveau campus, appelé "Palm Desert Center" le 15 avril 2005, puis les créations des écoles de médecine en 2013 et de politique publique en 2015. Enfin, en septembre 2018, l'université accueille deux chercheurs de renommée mondiale, Richard R. Schrock (lauréat du prix Nobel de chimie) et Barry C. Barish (lauréat du prix Nobel de physique).

## Campus
L'UCR a trois campus, d'une superficie totale de 781 ha. Les deux campus principaux - "East Campus" et "West Campus" - sont localisés dans l'Est de la ville de Riverside, à une altitude de 340 à 440 m. Ces campus sont adjacents mais coupés par l'autoroute californienne 60. Le troisième campus, le "Palm Desert Center" se situe à Palm Desert aussi en Californie,,.

## Enseignement et recherche
L'enseignement à l'U.C. Riverside incluent 101 bachelors, 55 masters et 42 doctorats ainsi que beaucoup de formations spécialisées. Elle a été nommée la meilleure institution pour les étudiants afro et latino-américains. De plus, ses programmes d'éducation dans des universités partenaires sont très nombreux et de bonne qualité,.
Au niveau de la recherche, l'université contribue à l'équivalent de 1,9 milliard USD en technologie et en croissance économique à l'État de Californie. Elle collabore avec des entrepreneurs, des gouvernements et d'autres instituts de recherche à travers le monde. De plus l'université facilite la création de start-ups dans le domaine de la recherche.
Les classements de l'université de Californie à Riverside au niveau mondial sont les suivants :

### Par sujet
- Philosophie, Classement mondial des universités QS : #1
- Chimie, Classement mondial des universités QS : #11
- Agriculture, Classement mondial des universités QS : #12
- Science des matériaux, Classement mondial des universités QS : #15
- Ingénierie chimique, Classement mondial des universités QS : #26
- Informatique, Classement mondial des universités QS : #36
- Ingénierie mécanique, Classement mondial des universités QS : #44[11]

### Général

#### National
| Nom du classement                                            | Classement |
| CNBC Definitive Guide to College (2019)                      | #12        |
| Money Magazine Best Colleges for your Money (2019)           | #12        |
| Washington Monthly National University Rankings (2018)       | #28        |
| Center for World University Rankings (2019-2020)             | #75        |
| Academic Ranking of World University (2019)                  | #59-#66    |
| U.S. News & World Report National University Rankings (2019) | #85        |

#### Mondial
| Nom du Classement                                                 | Classement |
| Academic Ranking of World University (2018)                       | #151-#200  |
| U.S. News & World Report Best Global Universities Rankings (2018) | #151       |
| Center for World University Rankings (2019-2020)                  | #204       |
| Academic Ranking of World University (2019)                       | #212       |
| Classement mondial des universités QS (2020)                      | #454       |

## Bibliothèques et collections
L'université de Californie à Riverside a quatre bibliothèques. Ces bibliothèques - nommées « Tomas Rivera Library », « Orbach Science Library », « Music Library » et « Special Collections & University Archives » - contiennent plus de 5 millions d'ouvrages ainsi que 143 000 journaux. L'UCR détient aussi la plus grande collection de science fiction du monde et la plus grande collection d'ouvrages sur les ressources hydriques - utilisés par des scientifiques au niveau mondial,.

## Vie étudiante
La vie étudiante est centrée autour de ces 450 organisations étudiantes dont des concerts, des festivals de cinéma, des productions artistiques variées, un jardin botanique et une collection de Citrus de 9 ha.

## Personnalités liées à l'université

### Professeurs
- Richard R. Schrock, lauréat du prix Nobel de chimie.
- Barry C. Barrish, lauréat du prix nobel de physique.
- Reza Aslan, chercheur et écrivain, membre du Council on Foreign Relations.
- Chris Abani, écrivain, membre de l'Académie américaine des arts et des sciences.
- John Baez, physicien, chercheur de la gravitation quantique à boucle.
- Mike Davis, historien, récipiendaire du prix MacArthur.
- Steve Erickson, écrivain.
- Nalo Hopkinson, écrivaine, récipiendaire du prix World Fantasy.
- Laila Lalami, écrivaine, récipiendaire de l'American Book Awards.
- Robert Nisbet, sociologue.
- Robert Rosenthal, psychologue, récipiendaire de la bourse Guggenheim.
- Jane Smiley, romancière, lauréate du prix Pulitzer.
- Harry Scott Smith, entomologiste.
- Susan Straight, écrivaine, lauréate du prix Edgar-Allan-Poe.
- Karl Taube, archéologue, chercheur de la civilisation précolombienne.

### Étudiants
- Steve P. Breen, dessinateur et deux fois lauréat du prix Pulitzer.
- Billy Collins, lauréat du 11e prix U.S. Poet.
- Daniel Kish, spécialiste en écholocalisation humaine
- Richard R. Schrock, lauréat du prix Nobel de chimie.
- Tim D. White, paléontologue ayant travaillé sur Lucy.
- Charles E. Young, ex-Chancelier de l'UCLA.
- Brenda Martinez, athlète olympique américaine.
- Jamie Chung, actrice ayant apparu dans Sucker Punch, Sœurs de sang.
- Elizabeth George, romancière best-seller mondiale dans le genre policier.
- Butch Johnson, archer, médaillé d'or aux Jeux Olympiques de 1996.
- Shola Lynch, cinéaste et athlète américaine.
- Paul Cook, homme politique, élu à la Chambre des représentants des États-Unis.
- Anthony Rendon, homme politique, élu à l’Assemblée de l'État de Californie.
- Mark Takano, homme politique, élu à la Chambre des représentants des États-Unis.
- Shakina Nayfack, actrice et militante pour les droits des personnes trans